# آکیرا کوبایاشی
آکیرا کوبایاشی (انگلیسی: Akira Kobayashi; ۳ نوامبر ۱۹۳۸) بازیگر و خواننده اهل ژاپن بود. وی از سال ۱۹۵۶ میلادی تاکنون مشغول فعالیت بوده‌است.
از فیلم‌ها یا برنامه‌های تلویزیونی که وی در آن نقش داشته‌است می‌توان به خورشید باکوماتسو اشاره کرد.